# Grand Prix automobile de Tripoli 1938
Le Grand Prix automobile de Tripoli 1938 est un Grand Prix qui s'est tenu sur le circuit de la Mellaha le 15 mai 1938 L'épreuve a accueilli simultanément une course de voitures de Grand Prix et une course de Voiturettes.

## Grille de départ
Les participants sur fonds rose sont engagés en classe Voiturette
| 1re ligne | Pos. 4                             |                              | Pos. 3                                 |                               | Pos. 2                                      |                                 | Pos. 1                           |
|           | Biondetti Alfa Romeo 3 min 36 s 07 |                              | Caracciola Mercedes-Benz 3 min 32 s 75 |                               | Von Brauchitsch Mercedes-Benz 3 min 29 s 66 |                                 | Lang Mercedes-Benz 3 min 26 s 24 |
| 2e ligne  |                                    | Pos. 7                       |                                        | Pos. 6                        |                                             | Pos. 5                          |                                  |
|           |                                    | Varzi Maserati 3 min 41 s 11 |                                        | Trossi Maserati 3 min 41 s 00 |                                             | Farina Alfa Romeo 3 min 40 s 02 |                                  |
| 3e ligne  | Pos. 11                            |                              | Pos. 10                                |                               | Pos. 9                                      |                                 | Pos. 8                           |
|           | Comotti Delahaye 3 min 41 s 19     |                              | Dreyfus Delahaye —                     |                               | Siena Alfa Romeo —                          |                                 | Sommer Alfa Romeo —              |
| 4e ligne  |                                    | Pos. 14                      |                                        | Pos. 13                       |                                             | Pos. 12                         |                                  |
|           |                                    | Cortese Maserati —           |                                        | *                             |                                             | Wimille Bugatti —               |                                  |
| 5e ligne  | Pos. 18                            |                              | Pos. 17                                |                               | Pos. 16                                     |                                 | Pos. 15                          |
|           | Lurani Maserati —                  |                              | Taruffi Maserati —                     |                               | Pietsch Maserati —                          |                                 | Bianco Maserati —                |
| 6e ligne  |                                    | Pos. 21                      |                                        | Pos. 20                       |                                             | Pos. 19                         |                                  |
|           |                                    | Hug Maserati —               |                                        | Rocco Maserati —              |                                             | De Teffé Maserati —             |                                  |
| 7e ligne  | Pos. 25                            |                              | Pos. 24                                |                               | Pos. 23                                     |                                 | Pos. 22                          |
|           | « Raph » Maserati —                |                              | Teagno Maserati —                      |                               | Villoresi Maserati —                        |                                 | Hartmann Maserati —              |
| 8e ligne  |                                    | Pos. 28                      |                                        | Pos. 27                       |                                             | Pos. 26                         |                                  |
|           |                                    | Platé Maserati —             |                                        | Ghersi Maserati —             |                                             | Baruffi Maserati —              |                                  |
| 9e ligne  |                                    |                              | Pos. 30                                |                               | Pos. 29                                     |                                 |                                  |
|           |                                    |                              | Righetti Maserati —                    |                               | Battaglia Maserati —                        |                                 |                                  |

Note:
* Non partant : Laury Schell sur Maserati

## Classement de la course
| Pos. | no | Pilote                  | Écurie               | Châssis             | Tours  | Temps/Abandon               | Grille |
| ---- | -- | ----------------------- | -------------------- | ------------------- | ------ | --------------------------- | ------ |
| 1    | 46 | Hermann Lang            | Daimler-Benz AG      | Mercedes-Benz W154  | 40     | 2 h 33 min 17 s 14          | 1      |
| 2    | 44 | Manfred von Brauchitsch | Daimler-Benz AG      | Mercedes-Benz W154  | 40     | + 4 min 38 s 50             | 2      |
| 3    | 26 | Rudolf Caracciola       | Daimler-Benz AG      | Mercedes-Benz W154  | 40     | + 5 min 3 s 62              | 3      |
| 4    | 48 | Raymond Sommer          | Alfa Corse           | Alfa Romeo Tipo 312 | 40     | + 13 min 35 s 68            | 8      |
| 5    | 54 | Piero Taruffi           | Privé                | Maserati 6CM        | 40     | + 40 min 30 s 00?           | 16     |
| 6    | 50 | Giovanni Rocco          | Officine A. Maserati | Maserati 6CM        | 40     | + 40 min 38 s 49?           | 20     |
| 7    | 60 | René Dreyfus            | Écurie Bleue         | Delahaye Type 145   |        |                             | 10     |
| 8    | 30 | Giovanni Lurani (en)    | Scuderia Ambrosiana  | Maserati 4CM        |        |                             | 18     |
| 9    | 24 | Ettore Bianco           | Scuderia Sabauda     | Maserati 6CM        | 39     | + 1 tour                    | 15     |
| 10   | 8  | « Raph »                | Privé                | Maserati 6CM        | 38     | + 2 tours                   | 25     |
| 11   | 6  | Armand Hug              | Privé                | Maserati 4CM        | 33     | + 7 tours                   | 21     |
| Abd. | 18 | Clemente Biondetti      | Privé                | Maserati 4CM        |        |                             | 4      |
| Abd. | 40 | Franco Comotti          | Écurie Bleue         | Delahaye Type 145   | 36/37? | Mécanique/Surchauffe?       | 11     |
| Abd. | 16 | Carlo Felice Trossi     | Officine A. Maserati | Maserati 8CTF       | 15     | Moteur, essieu arrière      | 6      |
| Abd. | 14 | Giuseppe Farina         | Alfa Corse           | Alfa Romeo Tipo 312 | 13     | Accident avec Hartmann      | 5      |
| Abd. | 10 | Achille Varzi           | Officine A. Maserati | Maserati 8CTF       | 11     | Essieu arrière              | 7      |
| Abd. | 52 | Eugenio Siena           | Alfa Corse           | Alfa Romeo Tipo 312 | 8      | Accident mortel             | 9      |
| Abd. | 38 | Jean-Pierre Wimille     | Bugatti              | Bugatti T59/50B     | 4      |                             | 12     |
| Abd. | 34 | Luigi Villoresi         | Scuderia Ambrosiana  | Maserati 6CM        |        |                             | 23     |
| Abd. | 32 | László Hartmann         | Privé                | Maserati 6CM        | 11     | Accident mortel avec Farina | 22     |
| Abd. | 4  | Franco Cortese          | Scuderia Ambrosiana  | Maserati 6CM        |        |                             | 14     |
| Abd. | 2  | Pietro Ghersi           | Scuderia Torino      | Maserati 6CM        |        |                             | 27     |
| Abd. | 52 | Pino Baruffi            | Gruppo Volta         | Maserati 6CM        |        |                             | 26     |
| Abd. | 16 | Manuel de Teffé         | Scuderia Ambrosiana  | Maserati 6CM        |        |                             | 19     |
| Abd. | 20 | Enrico Platé            | Privé                | Maserati 4CM        |        |                             | 28     |
| Abd. | 22 | Giovanni Battaglia      | Privé                | Maserati 6CM        |        |                             | 29     |
| Abd. | 36 | Edoardo Teagno          | Scuderia Sabauda     | Maserati 6CM        |        |                             | 24     |
| Abd. | 42 | Ferdinando Righetti     | Scuderia Ambrosiana  | Maserati 6CM        |        |                             | 30     |
| Abd. | 58 | Paul Pietsch            | Officine A. Maserati | Maserati 6CM        |        |                             | 16     |
| Np.  | 12 | Laury Schell            | Écurie Bleue         | Delahaye Type 145   |        | Non partant                 | 13     |

- Légende: Abd.=Abandon - Np.=Non partant - Dsq.=Disqualifié.

## Pole position et record du tour
- Pole position :  Hermann Lang (Mercedes-Benz) en 3 min 26 s 24.
- Meilleur tour en course :  Carlo Felice Trossi (Maserati) en 3 min 35 s 41 au neuvième tour.